# Trigonotylus doddi
Trigonotylus doddi är en insektsart som först beskrevs av William Lucas Distant 1904.  Trigonotylus doddi ingår i släktet Trigonotylus och familjen ängsskinnbaggar. Inga underarter finns listade i Catalogue of Life.